# بلدية سولنا

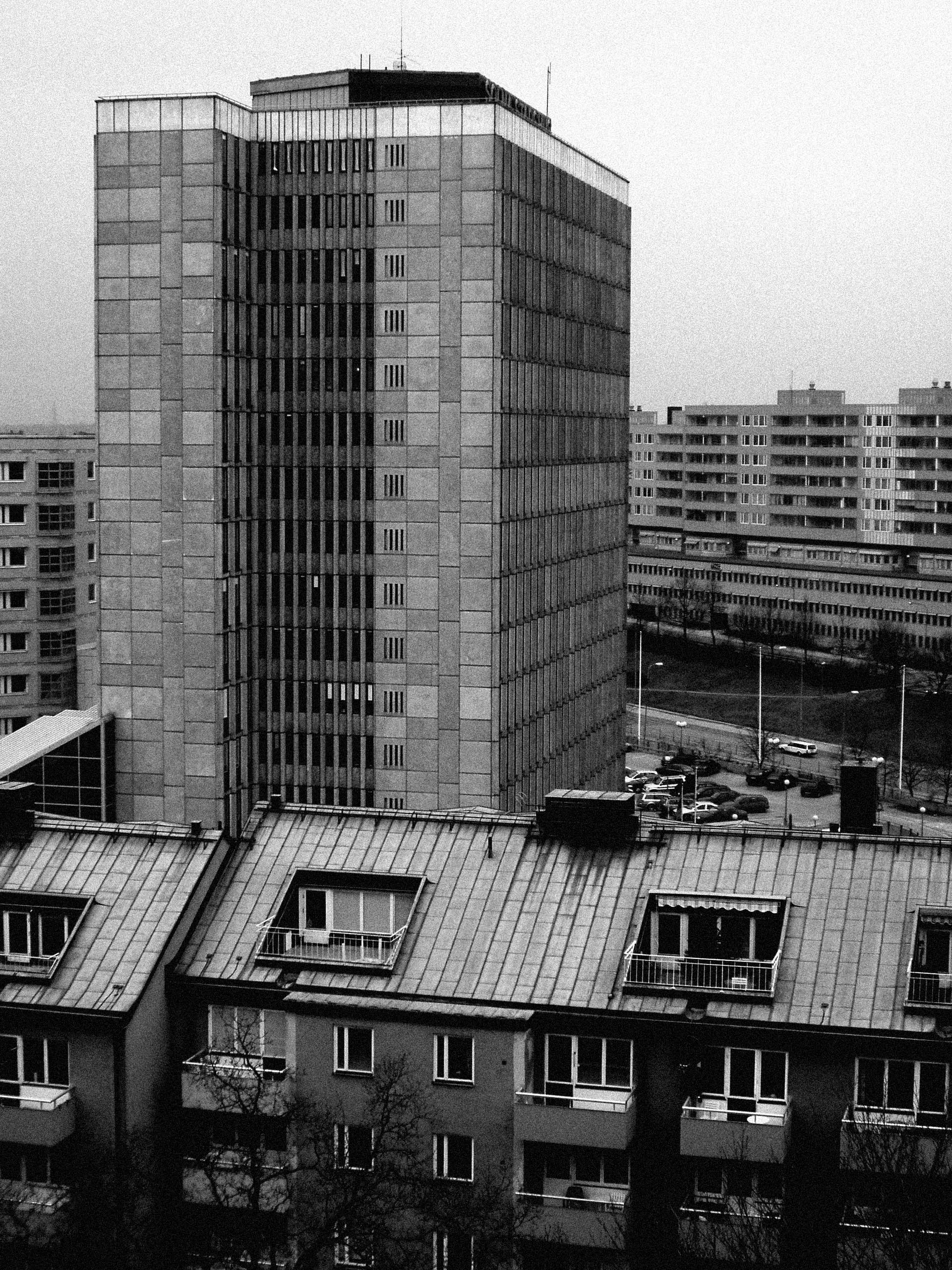
مقر البلدية

بلدية سولنا بلدية في مقاطعة ستوكهولم شرق وسط السويد. يبلغ عدد سكان البلدية 61،717 نسمة بينما تبلغ مساحتها 21.11 كيلومتر مربع.

## توأمة
لبلدية سولنا اتفاقيات توأمة مع كل من:
- فالميرا (1991 - )[7]
- Gladsaxe Municipality [الإنجليزية]‏ منذ (1952 - )[7]
- كالاماريا (1997 - )[7]
- Pirkkala [الإنجليزية]‏ منذ (1980 - )[7]
- منذ (1955 - )[7]
- بربانك (1960 - )[7]
- Bemowo [الإنجليزية]‏ منذ (2001 - )[7]

## أعلام
- هينوك غويتوم
- سفين أندرسون
- سوني اندرسون
- أولف لارسون
- إريك هيل
- فاكلاف سيمون
- جورن فالديجورد
- زارا لارسون
- كيكي روزبرغ
- أنديرش ليمبار
- آولا أكسيلسون